# Grand Prix Jef Scherens 1969
La 6e édition du Grand Prix Jef Scherens a eu lieu le 8 septembre 1969. Elle a été remportée par le Belge Frans Verbeeck.

## Classement final
Frans Verbeeck remporte la course en parcourant les 90 km en 2 h 24 min 0 s à la vitesse moyenne de 37,500 km/h.
| Classement final | Classement final   | Classement final | Classement final          | Classement final  |
|                  | Coureur            | Pays             | Équipe                    | Temps             |
| ---------------- | ------------------ | ---------------- | ------------------------- | ----------------- |
| 1er              | Frans Verbeeck     | Belgique         | Okay Whisky-Diamant       | en 2 h 24 min 0 s |
| 2e               | Roger De Vlaeminck | Belgique         | Flandria-De Clerck-Krüger |                   |
| 3e               | Roger Kindt        | Belgique         | Ferretti                  |                   |
| modifier         |                    |                  |                           |                   |